# Diego Jiménez Villa
Diego Octavio Jiménez Villa (nacido el 7 de abril de 1986, en Tepatitlán de Morelos, Jalisco, México), también conocido como "Tepa Jiménez", es un exfutbolista mexicano.

## Trayectoria
Debutó en 2005 en el equipo Tecos de la UAG de la Liga MX en la cual tubo buenas actuaciones, en la cual obtuvo un subcampeonato de la Clausura 2005 de la Liga MX. Después de una búsqueda extensa para su firma, Jiménez fue cedido al New York Red Bulls de la Major League Soccer durante la ventana de transferencia de julio de 2008 por Tecos de la UAG. Después de la firma se tomó un tiempo de Jiménez para establecerse en el club. Las suspensiones y el juego efectivo por los equipos a partir defensores centrales, se abrió una oportunidad para Diego. 
Jiménez comenzó con las dos piernas tras una improbable victoria por 4-1 global sobre el campeón defensor Houston Dynamo en los playoffs de la MLS 2008, lo que lleva la línea de fondo en la negación de uno de los ataques más potentes de la liga. 
Logró el título de la Conferencia Este (MLS) al derrotar 1-0 al Real Salt Lake en la final de la en Utah. Por lo que disputó la gran final por la Copa MLS del 2008, la cual perdería tras un intenso juego.
Tras un excelente paso en el New York Red Bulls el CD Estudiantes Tecos decide regresarlo al club, en el cual obtuvo la titularidad, además de la capitanía del club en varias temporadas.
Años después el Club Monarcas Morelia, compra a Jiménez para la Temporada 2011 de la Liga MX y como refuerzo para la Copa Libertadores de América, en la cual tuvo un paso regular, disputando algunos minutos de titular y llegar hasta octavos en el torneo sudamericano.
El Club Monarcas Morelia decide prestarlo al descendido Club de Fútbol Atlante, en el cual disputó casi todo el torneo, sin embargo las lesiones lo alejaron de disputar la liguilla, la cual le costó al club el quedar eliminado en los cuartos de final del Ascenso MX.
Para el 2013 retorna al CD Estudiantes Tecos, sin embargo no duro mucho; tras la venta del club a finales del 2013, es vendido al Mérida FC.

### Retiro Deportivo
Para la temporada 2017-2018 en la liga de Ascenso MX, formó parte de los Murciélagos FC, equipo donde decide retirarse deportivamente para emprender una academia de fútbol en Estados Unidos.

## Selección nacional
Formó parte de la Selección de fútbol sub-17 de México para la Copa Mundial de Fútbol Sub-17 de 2003 en helsinki, Finlandia, Torneo en el que quedaron segundos de grupo y calificaron a los cuartos de final; sin embargo, quedaría eliminado al perder contra la Selección de fútbol de Argentina 2 a 1. 
Además de jugar torneos amistosos e internacionales en Japón, USA, Holanda, Francia, Finlandia, Jamaica, Perú, Honduras, Argentina y Canadá.
Fue titular en la Sub-20 y Sub-21 en la Selección de fútbol de México. No disputó la Copa Mundial Sub-20 pero participó en la Copa francesa en el Torneo Esperanzas de Toulon en Francia, en 2006.
| Copa                             | Sede    | Resultado |
| -------------------------------- | ------- | --------- |
| Torneo Esperanzas de Toulon 2006 | Francia | Grupos    |

### Participaciones en Copas del Mundo
| Mundial                               | Sede      | Resultado        |
| ------------------------------------- | --------- | ---------------- |
| Copa Mundial de Fútbol Sub-17 de 2003 | Finlandia | Cuartos de Final |

## Clubes
| Club                   | País           | Año         |
| ---------------------- | -------------- | ----------- |
| Tecos de la UAG        | México         | 2005 - 2008 |
| New York Red Bulls     | Estados Unidos | 2008 - 2009 |
| Estudiantes Tecos      | México         | 2009 - 2011 |
| Monarcas Morelia       | México         | 2011 - 2012 |
| Club de Fútbol Atlante | México         | 2013        |
| Estudiantes Tecos      | México         | 2013        |
| Mérida FC              | México         | 2014 - 2015 |
| Club Zacatepec         | México         | 2015 - 2016 |
| Coras de Tepic         | México         | 2016 - 2017 |
| Murciélagos FC         | México         | 2017 - 2018 |

## Palmarés

### Títulos nacionales
| Título               | Club               | País           | Año  |
| -------------------- | ------------------ | -------------- | ---- |
| Conferencia Este MLS | New York Red Bulls | Estados Unidos | 2008 |

#### Otros logros
- Tecos de la UAG - Subcampeón Torneo Clausura 2005 de la Liga MX.
- New York Red Bulls - Subcampeón de la Copa MLS 2008.